# Tour de la province de Namur 2014
La 67e édition du Tour de la province de Namur a lieu du 6 au 10 août 2014, en Belgique.

## Présentation

### Équipes
Trente-trois équipes participent à la course,,.
| Nom de l'équipe                           | Pays     | Code |
| ----------------------------------------- | -------- | ---- |
| 3M                                        | Belgique | MMM  |
| Color Code-Biowanze                       | Belgique | CCB  |
| Kwadro-Stannah                            | Belgique | KWS  |
| Sunweb-Napoleon Games                     | Belgique | SUN  |
| T.Palm-Pôle Continental Wallon            | Belgique | PCW  |
| Vastgoedservice-Golden Palace Continental | Belgique | VGS  |
| Verandas Willems                          | Belgique | WIL  |

| Nom de l'équipe                 | Pays       | Code |
| ------------------------------- | ---------- | ---- |
| Équipe nationale de Belgique    | Belgique   | BEL  |
| Équipe nationale des États-Unis | États-Unis | USA  |
| Équipe nationale du Luxembourg  | Luxembourg | LUX  |

| Nom de l'équipe                | Pays     | Code |
| ------------------------------ | -------- | ---- |
| CT 2020                        | Belgique | CT2  |
| Asfra Racing Oudenaarde        | Belgique | ASF  |
| Baguet-MIBA Poorten-Indulek    | Belgique | BAG  |
| BCV Works-Soenens              | Belgique | BCV  |
| Belkin-De Jonge Renner         | Pays-Bas | DJR  |
| Colba-Superano Ham             | Belgique | CSH  |
| EFC-Omega Pharma-Quick Step    | Belgique | EFC  |
| Eurasia                        | Japon    | EUR  |
| Geldhof Jielker                | Belgique | GEL  |
| KSV Deerlijk-Gaverzicht        | Belgique | DEE  |
| Équipe du Limbourg             | Pays-Bas | LCS  |
| Lotto-Belisol U23              | Belgique | LTU  |
| Ottignies-Perwez               | Belgique | TOP  |
| Prorace                        | Belgique | PRO  |
| Royal Cureghem Sportief        | Belgique | RCS  |
| Steeds Vooraan Kontich         | Belgique | SVK  |
| Terra Safety Shoes             | Belgique | TER  |
| United                         | Belgique | UNI  |
| Verandas Willems-CC Chevigny   | Belgique | CHE  |
| VL Technics-Abutriek           | Belgique | VLT  |
| Wetterse Dakwerken-Trawobo-VDM | Belgique | WDT  |
| Zannata-Lotto Menen            | Belgique | ZAN  |

## Étapes
La course est constituée de cinq étapes, pour un total de 789 kilomètres.
| Étape,    | Date    | Villes étapes                         |  | Distance (km) | Vainqueur d’étape | Leader du classement général |
| --------- | ------- | ------------------------------------- |  | ------------- | ----------------- | ---------------------------- |
| 1re étape | 6 août  | Jambes (Namur) - Doische              |  | 157           | Dimitri Peyskens  | Dimitri Peyskens             |
| 2e étape  | 7 août  | Bièvre - Gedinne                      |  | 159           | Kevin Pauwels     | Sander Cordeel               |
| 3e étape  | 8 août  | Philippeville - Florennes             |  | 160           | Joeri Calleeuw    | Sander Cordeel               |
| 4e étape  | 9 août  | Sorinnes (Dinant) - Sorinnes (Dinant) |  | 156           | Aimé De Gendt     | Sander Cordeel               |
| 5e étape  | 10 août | Walcourt - Namur (citadelle)          |  | 157           | Joeri Calleeuw    | Sander Cordeel               |

## Déroulement de la course

### 1reétape
La première étape reliant en 156,6 kilomètres Jambes (Namur) à Doische a été remportée par Dimitri Peyskens (Lotto-Belisol U23) en 3 h 53 min 42 s, soit à la vitesse moyenne de 40,205 kilomètres par heure,. Il est suivi dans le même temps par Axel De Corte (BCV Works-Soenens), Sander Cordeel (Vastgoedservice-Golden Palace Continental), Jimmy Janssens (3M). Ce classement vaut également de classement général. Dimitri Peyskens est leader du classement par points, Tyler Williams (équipe nationale des États-Unis) du classement des monts, Michael Vanthourenhout (Sunweb-Napoleon Games) du classement des points chauds et Alessandro Soenens (BCV Works-Soenens) du classement du meilleur jeune. BCV Works-Soenens est la meilleure équipe avec un temps de 11 h 42 min 31 s, suivie à cinq secondes par 3M et à vingt-huit secondes par Color Code-Biowanze.
Quatre coureurs de Zannata-Lotto Menen, Dominic Schils, Jeroen Verniers, Robbe Mellaerts et Kevin Van Weverensbergh, abandonnent lors de cette première étape, ainsi que Laurent Wernimont, Masamichi Nakai, Dries Evers, Mattias Leukemans, Conor Mc Iiwnaine et Liam Glen.
| Classement de l'étape | Classement de l'étape | Classement de l'étape | Classement de l'étape                     | Classement de l'étape |
|                       | Coureur               | Pays                  | Équipe                                    | Temps                 |
| --------------------- | --------------------- | --------------------- | ----------------------------------------- | --------------------- |
| 1er                   | Dimitri Peyskens      | Belgique              | Lotto-Belisol U23                         | en 3 h 53 min 42 s    |
| 2e                    | Axel De Corte         | Belgique              | BCV Works-Soenens                         | m.t                   |
| 3e                    | Sander Cordeel        | Belgique              | Vastgoedservice-Golden Palace Continental | m.t                   |
| 4e                    | Jimmy Janssens        | Belgique              | 3M                                        | m.t                   |
| 5e                    | Antoine Warnier       | Belgique              | Color Code-Biowanze                       | + 23 s                |
| 6e                    | Alessandro Soenens    | Belgique              | BCV Works-Soenens                         | + 40 s                |
| 7e                    | Dieter Bouvry         | Belgique              | EFC-Omega Pharma-Quick Step               | m.t                   |
| 8e                    | Joeri Calleeuw        | Belgique              | Geldhof Jielker                           | + 45 s                |
| 9e                    | Christophe Noppe      | Belgique              | EFC-Omega Pharma-Quick Step               | m.t                   |
| 10e                   | Marcel Meisen         | Allemagne             | Kwadro-Stannah                            | m.t                   |
| modifier              |                       |                       |                                           |                       |

| Classement général | Classement général | Classement général | Classement général                        | Classement général |
|                    | Coureur            | Pays               | Équipe                                    | Temps              |
| ------------------ | ------------------ | ------------------ | ----------------------------------------- | ------------------ |
| 1er                | Dimitri Peyskens   | Belgique           | Lotto-Belisol U23                         | en 3 h 53 min 42 s |
| 2e                 | Axel De Corte      | Belgique           | BCV Works-Soenens                         | m.t                |
| 3e                 | Sander Cordeel     | Belgique           | Vastgoedservice-Golden Palace Continental | m.t                |
| 4e                 | Jimmy Janssens     | Belgique           | 3M                                        | m.t                |
| 5e                 | Antoine Warnier    | Belgique           | Color Code-Biowanze                       | + 23 s             |
| 6e                 | Alessandro Soenens | Belgique           | BCV Works-Soenens                         | + 40 s             |
| 7e                 | Dieter Bouvry      | Belgique           | EFC-Omega Pharma-Quick Step               | m.t                |
| 8e                 | Joeri Calleeuw     | Belgique           | Geldhof Jielker                           | + 45 s             |
| 9e                 | Christophe Noppe   | Belgique           | EFC-Omega Pharma-Quick Step               | m.t                |
| 10e                | Marcel Meisen      | Allemagne          | Kwadro-Stannah                            | m.t                |
| modifier           |                    |                    |                                           |                    |

### 2eétape
La 2e étape relie Bièvre à Gedinne en 159,2 kilomètres. Elle a été remportée au terme d'un sprint massif de quarante-huit coureurs par Kevin Pauwels (Sunweb-Napoleon Games) en 3 h 44 min 34 s, soit à une vitesse moyenne de 42,535 kilomètres par heure, immédiatement suivi par Florent Delfosse (Color Code-Biowanze) et Marcel Meisen (Kwadro-Stannah).
Sander Cordeel (Vastgoedservice-Golden Palace Continental) est leader du classement général, il a parcouru les 315,8 kilomètres des deux premières étapes en 7 h 38 min 16 s, soit à une vitesse moyenne de 41,347 kilomètres par heure. Il est suivi dans le même temps de Jimmy Janssens (3M) et Dimitri Peyskens (Lotto-Belisol U23). Ce dernier est leader du classement par points, tandis que Jimmy Janssens est leader du classement des monts, Michael Vanthourenhout (Sunweb-Napoleon Games) du classement des points chauds et Alessandro Soenens du classement du meilleur jeune. BCV Works-Soenens est la meilleure équipe avec un temps de 22 h 56 min 13 s, suivie à cinq secondes par 3M et à vingt-huit secondes par Color Code-Biowanze.
On notera que Benjamin Declercq, Wouter Vandenbergh et Michael Polazzi sont non-partants, tandis que Joachim Vanreyten, Joris Cornet, Joonas Jõgi, Kevin Deltombe, Steven Haerinck et Jérôme Theis ont abandonné. Enfin, Bert Neefs, Ritchie Denolf, Frederico Lopez, Diego Clarysse, Adam Lewis et Maarteen Seefat sont arrivés hors-délai. Avec les quatre coureurs qui ont abandonné la veille, il ne subsiste plus aucun coureur de Zannata-Lotto Menen en course à l'issue de cette 2e étape.
| Classement de l'étape | Classement de l'étape  | Classement de l'étape | Classement de l'étape                     | Classement de l'étape |
|                       | Coureur                | Pays                  | Équipe                                    | Temps                 |
| --------------------- | ---------------------- | --------------------- | ----------------------------------------- | --------------------- |
| 1er                   | Kevin Pauwels          | Belgique              | Sunweb-Napoleon Games                     | en 3 h 44 min 34 s    |
| 2e                    | Florent Delfosse       | Belgique              | Color Code-Biowanze                       | m.t                   |
| 3e                    | Marcel Meisen          | Allemagne             | Kwadro-Stannah                            | m.t                   |
| 4e                    | Michael Vanthourenhout | Belgique              | Sunweb-Napoleon Games                     | m.t                   |
| 5e                    | Rob Peeters            | Belgique              | Vastgoedservice-Golden Palace Continental | m.t                   |
| 6e                    | Joeri Calleeuw         | Belgique              | Geldhof Jielker                           | m.t                   |
| 7e                    | Robby Cobbaert         | Belgique              | BCV Works-Soenens                         | m.t                   |
| 8e                    | Gianni Marchand        | Belgique              | KSV Deerlijk-Gaverzicht                   | m.t                   |
| 9e                    | Dieter Bouvry          | Belgique              | EFC-Omega Pharma-Quick Step               | m.t                   |
| 10e                   | Tim Merlier            | Belgique              | Sunweb-Napoleon Games                     | m.t                   |
| modifier              |                        |                       |                                           |                       |

| Classement général | Classement général | Classement général | Classement général                        | Classement général |
|                    | Coureur            | Pays               | Équipe                                    | Temps              |
| ------------------ | ------------------ | ------------------ | ----------------------------------------- | ------------------ |
| 1er                | Sander Cordeel     | Belgique           | Vastgoedservice-Golden Palace Continental | en 7 h 38 min 16 s |
| 2e                 | Jimmy Janssens     | Belgique           | 3M                                        | m.t                |
| 3e                 | Dimitri Peyskens   | Belgique           | Lotto-Belisol U23                         | m.t                |
| 4e                 | Axel De Corte      | Belgique           | BCV Works-Soenens                         | m.t                |
| 5e                 | Antoine Warnier    | Belgique           | Color Code-Biowanze                       | + 23 s             |
| 6e                 | Dieter Bouvry      | Belgique           | EFC-Omega Pharma-Quick Step               | + 40 s             |
| 7e                 | Alessandro Soenens | Belgique           | BCV Works-Soenens                         | m.t                |
| 8e                 | Florent Delfosse   | Belgique           | Color Code-Biowanze                       | + 45 s             |
| 9e                 | Marcel Meisen      | Allemagne          | Kwadro-Stannah                            | m.t                |
| 10e                | Joeri Calleeuw     | Belgique           | Geldhof Jielker                           | m.t                |
| modifier           |                    |                    |                                           |                    |

### 3eétape
Joeri Calleeuw (Geldhof Jielker) remporte la troisième étape reliant Philippeville à Florennes en ayant parcouru les 160 kilomètres en 3 h 53 min 40 s, soit à une vitesse moyenne de 40,084 kilomètres par heure. Il est suivi par Marcel Meisen (Kwadro-Stannah) et Frederik Van Boven (Wetterse Dakwerken-Trawobo-VDM).
Sander Cordeel (Vastgoedservice-Golden Palace Continental) est leader du classement général, il a parcouru les 475,8 kilomètres des trois premières étapes en 11 h 31 min 57 s, soit à une vitesse moyenne de 41,257 kilomètres par heure. Il est suivi dans le même temps de Jimmy Janssens (3M) et Dimitri Peyskens (Lotto-Belisol U23), l'ordre étant inchangé depuis la veille. Marcel Meisen est leader du classement par points, Tyler Williams du classement des reliefs, Daan Meijers du classement des sprints, Alessandro Soenens du classement du meilleur jeune. BCV Works-Soenens est la meilleure équipe avec un temps de 34 h 37 min 16 s, suivie à cinq secondes par 3M et à vingt-huit secondes par Color Code-Biowanze.
Stijn De Vriese, Rien Coertjens et Laurens Sweeck n'ont pas pris le départ de l'étape, tandis que Pieter Van Malderghem, Jonas Rickaert, Alexey Vermeulen, Tom Bosmans et Bram Rombouts ont abandonné.
| Classement de l'étape | Classement de l'étape | Classement de l'étape | Classement de l'étape                     | Classement de l'étape |
|                       | Coureur               | Pays                  | Équipe                                    | Temps                 |
| --------------------- | --------------------- | --------------------- | ----------------------------------------- | --------------------- |
| 1er                   | Joeri Calleeuw        | Belgique              | Geldhof Jielker                           | en 3 h 53 min 40 s    |
| 2e                    | Marcel Meisen         | Allemagne             | Kwadro-Stannah                            | + 1 s                 |
| 3e                    | Frederik Van Boven    | Belgique              | Wetterse Dakwerken-Trawobo-VDM            | m.t                   |
| 4e                    | Gerry Druyts          | Belgique              | 3M                                        | m.t                   |
| 5e                    | Florent Delfosse      | Belgique              | Color Code-Biowanze                       | m.t                   |
| 6e                    | Christophe Noppe      | Belgique              | EFC-Omega Pharma-Quick Step               | m.t                   |
| 7e                    | Jens Adams            | Belgique              | Vastgoedservice-Golden Palace Continental | m.t                   |
| 8e                    | Gianni Marchand       | Belgique              | KSV Deerlijk-Gaverzicht                   | m.t                   |
| 9e                    | Dimitri Claeys        | Belgique              | BCV Works-Soenens                         | m.t                   |
| 10e                   | Yorben Van Tichelt    | Belgique              | Sunweb-Napoleon Games                     | m.t                   |
| modifier              |                       |                       |                                           |                       |

| Classement général | Classement général | Classement général | Classement général                        | Classement général  |
|                    | Coureur            | Pays               | Équipe                                    | Temps               |
| ------------------ | ------------------ | ------------------ | ----------------------------------------- | ------------------- |
| 1er                | Sander Cordeel     | Belgique           | Vastgoedservice-Golden Palace Continental | en 11 h 31 min 57 s |
| 2e                 | Jimmy Janssens     | Belgique           | 3M                                        | m.t                 |
| 3e                 | Dimitri Peyskens   | Belgique           | Lotto-Belisol U23                         | m.t                 |
| 4e                 | Axel De Corte      | Belgique           | BCV Works-Soenens                         | m.t                 |
| 5e                 | Antoine Warnier    | Belgique           | Color Code-Biowanze                       | + 23 s              |
| 6e                 | Dieter Bouvry      | Belgique           | EFC-Omega Pharma-Quick Step               | + 40 s              |
| 7e                 | Alessandro Soenens | Belgique           | BCV Works-Soenens                         | m.t                 |
| 8e                 | Joeri Calleeuw     | Belgique           | Geldhof Jielker                           | + 44 s              |
| 9e                 | Marcel Meisen      | Allemagne          | Kwadro-Stannah                            | + 45 s              |
| 10e                | Florent Delfosse   | Belgique           | Color Code-Biowanze                       | m.t                 |
| modifier           |                    |                    |                                           |                     |

### 4eétape
Aimé De Gendt (EFC-Omega Pharma-Quick Step) remporte la quatrième étape en parcourant la boucle de 156 kilomètres autour de Sorinnes en 3 h 46 min 1 s, soit à une vitesse moyenne de 41,413 kilomètres par heure. Il est suivi dans le même temps par Dries Van Gestel (Lotto-Belisol U23) et Sibrecht Pieters (Ottignies-Perwez).
Sander Cordeel (Vastgoedservice-Golden Palace Continental) est leader du classement général, il a parcouru les 631,8 kilomètres des quatre premières étapes en 15 h 18 min 5 s, soit à la vitesse moyenne de 41,29 kilomètres par heure. Il est suivi dans le même temps de Jimmy Janssens (3M) et Dimitri Peyskens (Lotto-Belisol U23), l'ordre étant inchangé depuis l'avant veille. Marcel Meisen est leader du classement par points, Tyler Williams du classement des monts, Daan Meijers du classement des sprints et Alessandro Soenens du classement du meilleur jeune. BCV Works-Soenens est pour la quatrième étape consécutive leader du classement de la meilleure équipe.
Lander Seynaeve et Kevin Feiereisen n'ont pas pris le départ, tandis que Naoya Yoshioka, Thomas Debrabandere, Ruben De Marez, Dante Verlee, Miel Pyfferoen, Roy Eefting et Hendrik Sweeck ont abandonné en cours d'étape.
| Classement de l'étape | Classement de l'étape | Classement de l'étape | Classement de l'étape           | Classement de l'étape |
|                       | Coureur               | Pays                  | Équipe                          | Temps                 |
| --------------------- | --------------------- | --------------------- | ------------------------------- | --------------------- |
| 1er                   | Aimé De Gendt         | Belgique              | EFC-Omega Pharma-Quick Step     | en 3 h 46 min 1 s     |
| 2e                    | Dries Van Gestel      | Belgique              | Lotto-Belisol U23               | m.t                   |
| 3e                    | Sibrecht Pieters      | Belgique              | Ottignies-Perwez                | m.t                   |
| 4e                    | Colin Joyce           | États-Unis            | Équipe nationale des États-Unis | m.t                   |
| 5e                    | Rudy Rouet            | Belgique              | T.Palm-Pôle Continental Wallon  | m.t                   |
| 6e                    | Benjamin Perry        | Canada                | Baguet-MIBA Poorten-Indulek     | m.t                   |
| 7e                    | Jean-Albert Carnevali | Belgique              | Verandas Willems                | + 2 s                 |
| 8e                    | Otto Vergaerde        | Belgique              | Équipe nationale de Belgique    | + 7 s                 |
| 9e                    | Marcel Meisen         | Allemagne             | Kwadro-Stannah                  | m.t                   |
| 10e                   | Gerry Druyts          | Belgique              | 3M                              | m.t                   |
| modifier              |                       |                       |                                 |                       |

| Classement général | Classement général    | Classement général | Classement général                        | Classement général |
|                    | Coureur               | Pays               | Équipe                                    | Temps              |
| ------------------ | --------------------- | ------------------ | ----------------------------------------- | ------------------ |
| 1er                | Sander Cordeel        | Belgique           | Vastgoedservice-Golden Palace Continental | en 15 h 18 min 5 s |
| 2e                 | Jimmy Janssens        | Belgique           | 3M                                        | m.t                |
| 3e                 | Dimitri Peyskens      | Belgique           | Lotto-Belisol U23                         | m.t                |
| 4e                 | Axel De Corte         | Belgique           | BCV Works-Soenens                         | m.t                |
| 5e                 | Antoine Warnier       | Belgique           | Color Code-Biowanze                       | + 23 s             |
| 6e                 | Sibrecht Pieters      | Belgique           | Ottignies-Perwez                          | + 38 s             |
| 7e                 | Aimé De Gendt         | Belgique           | EFC-Omega Pharma-Quick Step               | m.t                |
| 8e                 | Benjamin Perry        | Canada             | Baguet-MIBA Poorten-Indulek               | m.t                |
| 9e                 | Dieter Bouvry         | Belgique           | EFC-Omega Pharma-Quick Step               | + 40 s             |
| 10e                | Jean-Albert Carnevali | Belgique           | Verandas Willems                          | m.t                |
| modifier           |                       |                    |                                           |                    |

### 5eétape
La cinquième et dernière étape est remportée par Joeri Calleeuw (Geldhof Jielker) qui a parcouru les 157 kilomètres en 3 h 55 min 21 s, soit à une vitesse moyenne de 40,025 km/h. Il est suivi cinq secondes plus tard par Sander Cordeel (Vastgoedservice-Golden Palace Continental) et neuf secondes plus tard par Florent Delfosse (Color Code-Biowanze). Cent-dix-neuf coureurs franchissent la ligne d'arrivée et terminent la course. Killian Michiels ne s'est pas présenté au départ, tandis que vingt-six coureurs ont abandonné au cours de l'étape : Joaquim Durant, Jérôme Giaux, Maarten Vlasselaer, Jan Moreel, Arne Opsomer, Kevin Panhuyzen, Massimo Vanderaerden, Jasper Van der Schelden, Michael Vanthourenhout, Yorben Van Tichelt, Jonas Degroote, Tom Vandenbussche, Stef Van Zummeren, Alessandro Soenens, Ryan Wills, Maarten D'Hondt, Quentin Borcy, Walt De Winter, David Motte, Frederik Penne, Jelle Brackman, Davy Van Damme, Boy Sanders, Rob Tijding, Joeri Hofman et Julien Taramarcaz.
| Classement de l'étape | Classement de l'étape | Classement de l'étape | Classement de l'étape                     | Classement de l'étape |
|                       | Coureur               | Pays                  | Équipe                                    | Temps                 |
| --------------------- | --------------------- | --------------------- | ----------------------------------------- | --------------------- |
| 1er                   | Joeri Calleeuw        | Belgique              | Geldhof Jielker                           | en 3 h 55 min 21 s    |
| 2e                    | Sander Cordeel        | Belgique              | Vastgoedservice-Golden Palace Continental | + 5 s                 |
| 3e                    | Florent Delfosse      | Belgique              | Color Code-Biowanze                       | + 9 s                 |
| 4e                    | Dieter Bouvry         | Belgique              | EFC-Omega Pharma-Quick Step               | m.t                   |
| 5e                    | Gerry Druyts          | Belgique              | 3M                                        | + 16 s                |
| 6e                    | Floris Smeyers        | Belgique              | Verandas Willems                          | m.t                   |
| 7e                    | Antoine Warnier       | Belgique              | Color Code-Biowanze                       | m.t                   |
| 8e                    | Aimé De Gendt         | Belgique              | EFC-Omega Pharma-Quick Step               | m.t                   |
| 9e                    | Axel De Corte         | Belgique              | BCV Works-Soenens                         | m.t                   |
| 10e                   | Gianni Marchand       | Belgique              | KSV Deerlijk-Gaverzicht                   | m.t                   |
| modifier              |                       |                       |                                           |                       |

## Classements finals

### Classement général

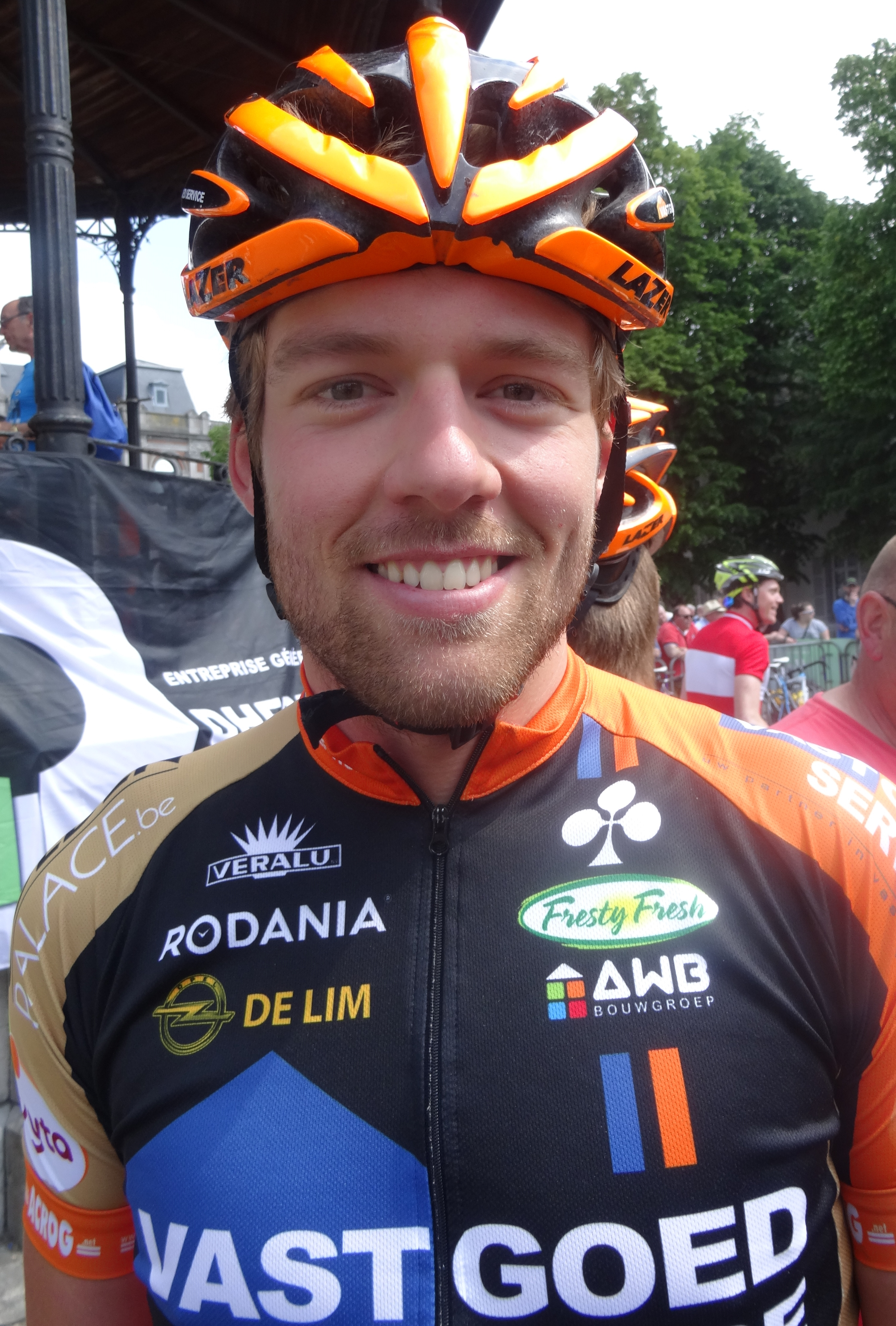
Sander Cordeel photographié peu avant le départ du Grand Prix Criquielion 2014 reliant Boussu à Deux-Acren.

Sander Cordeel (Vastgoedservice-Golden Palace Continental) termine les 788,8 kilomètres de la course en 19 h 13 min 31 s, soit à une vitesse moyenne de 41,029 kilomètres par heure. Il est suivi à onze secondes par Axel De Corte (BCV Works-Soenens) et à vingt-huit secondes par Dimitri Peyskens (Lotto-Belisol U23).

### Classements annexes

#### Classement par points
Joeri Calleeuw est le leader du classement par points.
| Classement par points | Classement par points | Classement par points | Classement par points                     | Classement par points |
| --------------------- | --------------------- | --------------------- | ----------------------------------------- | --------------------- |
|                       | Coureur               | Pays                  | Équipe                                    | Point(s)              |
| 1er                   | Joeri Calleeuw        | Belgique              | Geldhof Jielker                           | 20 points             |
| 2e                    | Florent Delfosse      | Belgique              | Color Code-Biowanze                       | 13 pts                |
| 3e                    | Sander Cordeel        | Belgique              | Vastgoedservice-Golden Palace Continental | 12 pts                |
| modifier              |                       |                       |                                           |                       |

#### Classement du meilleur grimpeur
Tyler Williams (Équipe nationale des États-Unis) remporte le classement du meilleur grimpeur.
| Classement du meilleur grimpeur | Classement du meilleur grimpeur | Classement du meilleur grimpeur | Classement du meilleur grimpeur | Classement du meilleur grimpeur |
| ------------------------------- | ------------------------------- | ------------------------------- | ------------------------------- | ------------------------------- |
|                                 | Coureur                         | Pays                            | Équipe                          | Point(s)                        |
| 1er                             | Tyler Williams                  | États-Unis                      | Équipe nationale des États-Unis | 55 points                       |
| 2e                              | Sibrecht Pieters                | Belgique                        | Ottignies-Perwez                | 37 pts                          |
| 3e                              | Jimmy Janssens                  | Belgique                        | 3M                              | 27 pts                          |
| modifier                        |                                 |                                 |                                 |                                 |

#### Classement des sprints
Daan Meijers (Belkin-De Jonge Renner) remporte le classement des sprints.
| Classement des sprints | Classement des sprints | Classement des sprints | Classement des sprints | Classement des sprints |
| ---------------------- | ---------------------- | ---------------------- | ---------------------- | ---------------------- |
|                        | Coureur                | Pays                   | Équipe                 | Point(s)               |
| 1er                    | Daan Meijers           | Pays-Bas               | Belkin-De Jonge Renner | 31 points              |
| 2e                     | Sibrecht Pieters       | Belgique               | Ottignies-Perwez       | 17 pts                 |
| 3e                     | Taco van der Hoorn     | Pays-Bas               | Belkin-De Jonge Renner | 9 pts                  |
| modifier               |                        |                        |                        |                        |

#### Classement du meilleur jeune
Avec l'abandon d'Alessandro Soenens lors de la cinquième étape, c'est Florent Delfosse qui remporte le classement du meilleur jeune.
| Classement du meilleur jeune | Classement du meilleur jeune | Classement du meilleur jeune | Classement du meilleur jeune | Classement du meilleur jeune |
|                              | Coureur                      | Pays                         | Équipe                       | Temps                        |
| ---------------------------- | ---------------------------- | ---------------------------- | ---------------------------- | ---------------------------- |
| 1er                          | Florent Delfosse             | Belgique                     | Color Code-Biowanze          | en 19 h 14 min 20 s          |
| 2e                           | Aimé De Gendt                | Belgique                     | EFC-Omega Pharma-Quick Step  | m.t                          |
| 3e                           | Benjamin Perry               | Canada                       | Baguet-MIBA Poorten-Indulek  | m.t                          |
| modifier                     |                              |                              |                              |                              |

#### Classement par équipes
L'équipe 3M remporte le classement par équipes grâce à un temps cumulé de 57 h 45 min 36 s.
| Classement par équipes | Classement par équipes                    | Classement par équipes | Classement par équipes | Classement par équipes |
|                        | Équipes                                   | Pays                   |                        | Temps                  |
| ---------------------- | ----------------------------------------- | ---------------------- | ---------------------- | ---------------------- |
| Vainqueur              | 3M                                        | Belgique               | en                     | 57 h 45 min 36 s       |
| 2e                     | EFC-Omega Pharma-Quick Step               | Belgique               | +                      | 57 h 46 min 18 s       |
| 3e                     | Color Code-Biowanze                       | Belgique               |                        | 57 h 47 min 5 s        |
| 4e                     | Vastgoedservice-Golden Palace Continental | Belgique               |                        | 57 h 50 min 36 s       |
| 5e                     | BCV Works-Soenens                         | Belgique               |                        | 57 h 53 min 11 s       |
| 6e                     | Ottignies-Perwez                          | Belgique               |                        | 57 h 54 min 3 s        |
| 7e                     | Colba-Superano Ham                        | Belgique               |                        | 57 h 54 min 5 s        |
| 8e                     | Équipe nationale des États-Unis           | États-Unis             |                        | 57 h 54 min 45 s       |
| 9e                     | Verandas Willems                          | Belgique               |                        | 57 h 56 min 39 s       |
| 10e                    | VL Technics-Abutriek                      | Belgique               |                        | 57 h 56 min 45 s       |
| 11e                    | Sunweb-Napoleon Games                     | Belgique               |                        | 57 h 58 min 1 s        |
| 12e                    | Belkin-De Jonge Renner                    | Pays-Bas               |                        | 58 h 7 min 50 s        |
| 13e                    | Lotto-Belisol U23                         | Belgique               |                        | 58 h 10 min 6 s        |
| 14e                    | Prorace                                   | Belgique               |                        | 58 h 18 min 22 s       |
| 15e                    | Baguet-MIBA Poorten-Indulek               | Belgique               |                        | 58 h 20 min 26 s       |
| 16e                    | T.Palm-Pôle Continental Wallon            | Belgique               |                        | 58 h 24 min 17 s       |
| 17e                    | Équipe du Limbourg                        | Pays-Bas               |                        | 58 h 25 min 11 s       |
| 18e                    | Verandas Willems-CC Chevigny              | Belgique               |                        | 58 h 27 min 1 s        |
| 19e                    | Royal Cureghem Sportief                   | Belgique               |                        | 58 h 30 min 57 s       |
| 20e                    | KSV Deerlijk-Gaverzicht                   | Belgique               |                        | 58 h 42 min 47 s       |
| 21e                    | United                                    | Belgique               |                        | 58 h 53 min 11 s       |
| 22e                    | Équipe nationale du Luxembourg            | Luxembourg             |                        | 58 h 56 min 4 s        |
| 23e                    | Eurasia                                   | Japon                  |                        | 58 h 59 min 35 s       |
| 24e                    | Asfra Racing Oudenaarde                   | Belgique               |                        | 59 h 15 min 34 s       |
| 25e                    | Terra Safety Shoes                        | Belgique               |                        | 59 h 40 min 50 s       |
| modifier               |                                           |                        |                        |                        |

## Liste des participants
Cent-quatre-vingt-huit coureurs ont pris le départ de la première étape.
| Légende                             | Légende                                                                                                  | Légende                                | Légende                                                                                         |
| ----------------------------------- | --- | -------------------------------------- | ----------------------------------------------------------------------------------------------- |
| Num                                 | Dossard de départ porté par le coureur sur ce Tour de la province de Namur                               | Pos                                    | Position finale au classement général                                                           |
| Leader du classement général        | Indique le vainqueur du classement général                                                               | Leader du classement par points        | Indique le vainqueur du classement par points                                                   |
| Leader du classement de la montagne | Indique le vainqueur du classement de la montagne                                                        | Leader du classement du meilleur jeune | Indique le vainqueur du classement du meilleur jeune                                            |
| Leader du classement des sprints    | Indique le vainqueur du classement des points chauds                                                     | #                                      | Indique la meilleure équipe                                                                     |
| NP                                  | Indique un coureur qui n'a pas pris le départ d'une étape, suivi du numéro de l'étape où il s'est retiré | AB                                     | Indique un coureur qui n'a pas terminé une étape, suivi du numéro de l'étape où il s'est retiré |
| HD                                  | Indique un coureur qui a terminé une étape hors des délais, suivi du numéro de l'étape                   | *                                      | Indique un coureur en lice pour le maillot blanc (coureurs nés après le 6 août 1993)            |

| EFC-Omega Pharma-Quick Step EFC | EFC-Omega Pharma-Quick Step EFC | EFC-Omega Pharma-Quick Step EFC |
| ------------------------------- | ------------------------------- | ------------------------------- |
| Num                             | Coureur                         | Pos                             |
| 1                               | Dieter Bouvry                   |                                 |
| 2                               | Benjamin Declercq               |                                 |
| 3                               | Aime De Gendt                   |                                 |
| 4                               | Christophe Noppe                |                                 |
| 5                               | Lander Seynaeve                 |                                 |
| 6                               | Joachim Vanreyten               |                                 |

| Prorace PRO | Prorace PRO        | Prorace PRO |
| ----------- | ------------------ | ----------- |
| Num         | Coureur            | Pos         |
| 7           | Cédric Collaers    |             |
| 8           | Joaquim Durant     |             |
| 9           | Jérôme Giaux       |             |
| 10          | Robin Mertens      |             |
| 11          | Maarten Vlasselaer |             |
| 12          | Kenny Willems      |             |

| Royal Cureghem Sportief RCS | Royal Cureghem Sportief RCS | Royal Cureghem Sportief RCS |
| --------------------------- | --------------------------- | --------------------------- |
| Num                         | Coureur                     | Pos                         |
| 13                          | Jonas Smulders              |                             |
| 14                          | Bart Van Damme              |                             |
| 15                          | Kristof Wielfaert           |                             |
| 16                          | Joris Cosyn                 |                             |
| 17                          | Jan Moreel                  |                             |
| 18                          | Bert Neefs                  |                             |

| Asfra Racing Oudenaarde ASF | Asfra Racing Oudenaarde ASF | Asfra Racing Oudenaarde ASF |
| --------------------------- | --------------------------- | --------------------------- |
| Num                         | Coureur                     | Pos                         |
| 19                          | Arne Opsomer                |                             |
| 20                          | Hadoory Zohr                |                             |
| 21                          | Wouter Vandenbergh          |                             |
| 22                          | Jakob Raeymaekers           |                             |
| 23                          | Pieter Vanmalderghem        |                             |
| 24                          | Jason Christie              |                             |

| Équipe nationale de Belgique BEL | Équipe nationale de Belgique BEL | Équipe nationale de Belgique BEL |
| -------------------------------- | -------------------------------- | -------------------------------- |
| Num                              | Coureur                          | Pos                              |
| 25                               | Kevin Panhuyzen                  |                                  |
| 26                               | Otto Vergaerde                   |                                  |
| 27                               | Jonas Rickaert                   |                                  |
| 28                               | Moreno De Pauw                   |                                  |
| 29                               | Joris Cornet                     |                                  |
| 30                               |                                  |                                  |

| Zannata-Lotto Menen ZAN | Zannata-Lotto Menen ZAN | Zannata-Lotto Menen ZAN |
| ----------------------- | ----------------------- | ----------------------- |
| Num                     | Coureur                 | Pos                     |
| 31                      | Michael Polazzi         |                         |
| 32                      | Dominic Schils          |                         |
| 33                      | Jeroen Vernier          |                         |
| 34                      | Joonas Jõgi             |                         |
| 35                      | Robbe Mellaerts         |                         |
| 36                      | Kevin Vanweverenbergh   |                         |

| CT 2020 CT2 | CT 2020 CT2       | CT 2020 CT2 |
| ----------- | ----------------- | ----------- |
| Num         | Coureur           | Pos         |
| 37          | Ritchie Denolf    |             |
| 38          | Jasper Dult       |             |
| 39          | Killian Michiels  |             |
| 40          | Ricky Rosseel     |             |
| 41          | Laurent Wernimont |             |
| 42          | Federico Lopez    |             |

| Équipe nationale des États-Unis USA | Équipe nationale des États-Unis USA | Équipe nationale des États-Unis USA |
| ----------------------------------- | ----------------------------------- | ----------------------------------- |
| Num                                 | Coureur                             | Pos                                 |
| 43                                  | Justin Oien                         |                                     |
| 44                                  | Yannick Eckmann                     |                                     |
| 45                                  | Colin Joyce                         |                                     |
| 46                                  | Phillip Torey                       |                                     |
| 47                                  | Tyler Williams                      |                                     |
| 48                                  | Alexey Vermeulen                    |                                     |

| Lotto-Belisol U23 LTU | Lotto-Belisol U23 LTU | Lotto-Belisol U23 LTU |
| --------------------- | --------------------- | --------------------- |
| Num                   | Coureur               | Pos                   |
| 49                    | Dimitri Peyskens      |                       |
| 50                    | Laurens De Plus       |                       |
| 51                    | Dries Van Gestel      |                       |
| 52                    | Mathias Van Gompel    |                       |
| 53                    | Massimo Vanderaerden  |                       |
| 54                    | Kevin Deltombe        |                       |

| Eurasia EUR | Eurasia EUR     | Eurasia EUR |
| ----------- | --------------- | ----------- |
| Num         | Coureur         | Pos         |
| 55          | Naoya Yoshioka  |             |
| 56          | James Spragg    |             |
| 57          | Tatsuki Amagoi  |             |
| 58          | Masaru Nakazato |             |
| 59          | Suzuki Ryu      |             |
| 60          | Nakai Masamichi |             |

| United UNI | United UNI      | United UNI |
| ---------- | --------------- | ---------- |
| Num        | Coureur         | Pos        |
| 61         | Marteen Desair  |            |
| 62         | Sven Noels      |            |
| 63         | Lennert Teugels |            |
| 64         |                 |            |
| 65         | Michiel Broes   |            |
| 66         | Erwin Broes     |            |

| KSV Deerlijk-Gaverzicht DEE | KSV Deerlijk-Gaverzicht DEE | KSV Deerlijk-Gaverzicht DEE |
| --------------------------- | --------------------------- | --------------------------- |
| Num                         | Coureur                     | Pos                         |
| 67                          | Thomas Debrabandere         |                             |
| 68                          | Robbe Deleu                 |                             |
| 69                          | Steven Haerinck             |                             |
| 70                          | Gianni Marchand             |                             |
| 74                          | Massimo Van Lancker         |                             |
| 72                          | Jasper Yserbijt             |                             |

| Ottignies-Perwez TOP | Ottignies-Perwez TOP   | Ottignies-Perwez TOP |
| -------------------- | ---------------------- | -------------------- |
| Num                  | Coureur                | Pos                  |
| 73                   | Sibrecht Pieters       |                      |
| 74                   | Aurélien Champenois    |                      |
| 75                   | Jean-Michel Comminette |                      |
| 76                   | Laurent Donnay         |                      |
| 77                   | Antoine Pirlot         |                      |
| 78                   | Julien Joiret          |                      |

| Baguet-MIBA Poorten-Indulek BAG | Baguet-MIBA Poorten-Indulek BAG | Baguet-MIBA Poorten-Indulek BAG |
| ------------------------------- | ------------------------------- | ------------------------------- |
| Num                             | Coureur                         | Pos                             |
| 79                              | Benjamin Perry                  |                                 |
| 80                              | Sean Mackinnon                  |                                 |
| 81                              | Ruben De Marez                  |                                 |
| 82                              | Kenny Bouvry                    |                                 |
| 83                              | Jasper Van Der Schelden         |                                 |
| 84                              | Dante Verlee                    |                                 |

| Sunweb-Napoleon Games SUN | Sunweb-Napoleon Games SUN | Sunweb-Napoleon Games SUN |
| ------------------------- | ------------------------- | ------------------------- |
| Num                       | Coureur                   | Pos                       |
| 85                        | Kevin Pauwels             |                           |
| 86                        | Michael Vanthourenhout    |                           |
| 87                        | Tim Merlier               |                           |
| 88                        | Yorben Van Tichelt        |                           |
| 89                        | Jim Aernouts              |                           |
| 90                        | Jonas Degroote            |                           |

| Colba-Superano Ham CSH | Colba-Superano Ham CSH | Colba-Superano Ham CSH |
| ---------------------- | ---------------------- | ---------------------- |
| Num                    | Coureur                | Pos                    |
| 91                     | Brent Van De Kerkhove  |                        |
| 92                     | Dany Lacroix           |                        |
| 93                     | Jeroen Goeleven        |                        |
| 94                     | Lucas De Vos           |                        |
| 95                     | Robin Sleeuwagen       |                        |
| 96                     | Glenn Velle            |                        |

| Color Code-Biowanze CCB | Color Code-Biowanze CCB | Color Code-Biowanze CCB |
| ----------------------- | ----------------------- | ----------------------- |
| Num                     | Coureur                 | Pos                     |
| 97                      | Tom Galle               |                         |
| 98                      | Antoine Warnier         |                         |
| 99                      | Julien Kaise            |                         |
| 100                     | Thomas Deruette         |                         |
| 101                     | Florent Delfosse        |                         |
| 102                     | Antoine Leleu           |                         |

| T.Palm-Pôle Continental Wallon PCW | T.Palm-Pôle Continental Wallon PCW | T.Palm-Pôle Continental Wallon PCW |
| ---------------------------------- | ---------------------------------- | ---------------------------------- |
| Num                                | Coureur                            | Pos                                |
| 103                                | Guillaume Haag                     |                                    |
| 104                                | Rudy Rouet                         |                                    |
| 105                                | Thomas Armstrong                   |                                    |
| 106                                | Alexandre Seny                     |                                    |
| 107                                | Maxime Vekeman                     |                                    |
| 108                                | Julien Dechesne                    |                                    |

| Geldhof Jielker GEL | Geldhof Jielker GEL | Geldhof Jielker GEL |
| ------------------- | ------------------- | ------------------- |
| Num                 | Coureur             | Pos                 |
| 109                 | Joeri Calleeuw      |                     |
| 110                 | Stijn De Vriese     |                     |
| 111                 | Tom Vandenbussche   |                     |
| 112                 | Diego Clarysse      |                     |
| 113                 | Robbe Vangheluwe    |                     |
| 114                 |                     |                     |

| BCV Works-Soenens BCV | BCV Works-Soenens BCV | BCV Works-Soenens BCV |
| --------------------- | --------------------- | --------------------- |
| Num                   | Coureur               | Pos                   |
| 115                   | Robby Cobbaert        |                       |
| 116                   | Axel De Corte         |                       |
| 117                   | Joeri Persoons        |                       |
| 118                   | Miel Pyfferoen        |                       |
| 119                   | Alessandro Soenens    |                       |
| 120                   | Cédric Verbeken       |                       |

| Équipe nationale du Luxembourg LUX | Équipe nationale du Luxembourg LUX | Équipe nationale du Luxembourg LUX |
| ---------------------------------- | ---------------------------------- | ---------------------------------- |
| Num                                | Coureur                            | Pos                                |
| 121                                | Kevin Feiereisen                   |                                    |
| 122                                | Massimo Morabito                   |                                    |
| 123                                | Michel Hübsch                      |                                    |
| 124                                | Luc Turchi                         |                                    |
| 125                                | Sven Fritsche                      |                                    |
| 126                                | Jerome Theis                       |                                    |

| 3M MMM | 3M MMM            | 3M MMM |
| ------ | ----------------- | ------ |
| Num    | Coureur           | Pos    |
| 127    | Gertjan De Vos    |        |
| 128    | Gerry Druyts      |        |
| 129    | Jimmy Janssens    |        |
| 130    | Christophe Sleurs |        |
| 131    | Stef Van Zummeren |        |
| 132    | Sebastiaan Pot    |        |

| Vastgoedservice-Golden Palace Continental VGS | Vastgoedservice-Golden Palace Continental VGS | Vastgoedservice-Golden Palace Continental VGS |
| --------------------------------------------- | --------------------------------------------- | --------------------------------------------- |
| Num                                           | Coureur                                       | Pos                                           |
| 133                                           | Jens Adams                                    |                                               |
| 134                                           | Sander Cordeel                                |                                               |
| 135                                           | Jan Denuwelaere                               |                                               |
| 136                                           | Kurt Geysen                                   |                                               |
| 137                                           | Rob Peeters                                   |                                               |
| 138                                           | Alphonse Vermote                              |                                               |

| VL Technics-Abutriek VLT | VL Technics-Abutriek VLT | VL Technics-Abutriek VLT |
| ------------------------ | ------------------------ | ------------------------ |
| Num                      | Coureur                  | Pos                      |
| 139                      | Dimitri Claeys           |                          |
| 140                      | Tom Bosman               |                          |
| 141                      | Bram Van Broekhoven      |                          |
| 142                      | Ryan Wills               |                          |
| 143                      | Evert Vanneste           |                          |
| 144                      | Maarten D'Hondt          |                          |

| Verandas Willems-CC Chevigny CHE | Verandas Willems-CC Chevigny CHE | Verandas Willems-CC Chevigny CHE |
| -------------------------------- | -------------------------------- | -------------------------------- |
| Num                              | Coureur                          | Pos                              |
| 145                              | Sten Van Gucht                   |                                  |
| 146                              | Brent Hofmans                    |                                  |
| 147                              | Quentin Borcy                    |                                  |
| 148                              | Brent Goethals                   |                                  |
| 149                              | Jasper Dusoleil                  |                                  |
| 150                              | Koen Aerden                      |                                  |

| Verandas Willems WIL | Verandas Willems WIL  | Verandas Willems WIL |
| -------------------- | --------------------- | -------------------- |
| Num                  | Coureur               | Pos                  |
| 151                  | Jean-Albert Carnevali |                      |
| 152                  | Louis Convens         |                      |
| 153                  | Jérémy Burton         |                      |
| 154                  | Walt De Winter        |                      |
| 155                  | Nicolas Mertz         |                      |
| 156                  | Floris Smeyers        |                      |

| Steeds Vooraan Kontich SVK | Steeds Vooraan Kontich SVK | Steeds Vooraan Kontich SVK |
| -------------------------- | -------------------------- | -------------------------- |
| Num                        | Coureur                    | Pos                        |
| 157                        | Dries Evers                |                            |
| 158                        | Valentijn Lauwers          |                            |
| 159                        | Mathias Leukemans          |                            |
| 160                        | Bram Rombouts              |                            |
| 161                        | Rien Coertjens             |                            |
| 162                        |                            |                            |

| Wetterse Dakwerken-Trawobo-VDM WDT | Wetterse Dakwerken-Trawobo-VDM WDT | Wetterse Dakwerken-Trawobo-VDM WDT |
| ---------------------------------- | ---------------------------------- | ---------------------------------- |
| Num                                | Coureur                            | Pos                                |
| 163                                | David Motte                        |                                    |
| 164                                | Frederik Penne                     |                                    |
| 165                                | Frederik Van Boven                 |                                    |
| 166                                | Jelle Brackman                     |                                    |
| 167                                | Davy Van Damme                     |                                    |
| 168                                | Quincy Vens                        |                                    |

| Terra Safety Shoes TER | Terra Safety Shoes TER | Terra Safety Shoes TER |
| ---------------------- | ---------------------- | ---------------------- |
| Num                    | Coureur                | Pos                    |
| 169                    | Eoin McCarthy          |                        |
| 170                    | Conor Mc Ilwnaine      |                        |
| 171                    | Liam Glen              |                        |
| 172                    | Adam Lewis             |                        |
| 173                    | Jan-Frederiek Finoulst |                        |
| 174                    | Giel Van Horenbeek     |                        |

| Équipe du Limbourg LCS | Équipe du Limbourg LCS | Équipe du Limbourg LCS |
| ---------------------- | ---------------------- | ---------------------- |
| Num                    | Coureur                | Pos                    |
| 175                    | Luc Loozen             |                        |
| 176                    | Wayne Stijn            |                        |
| 177                    | Boy Sanders            |                        |
| 178                    | Dick Janssen           |                        |
| 179                    | Rob Tijding            |                        |
| 180                    | Maarten Seefat         |                        |

| Belkin-De Jonge Renner DJR | Belkin-De Jonge Renner DJR | Belkin-De Jonge Renner DJR |
| -------------------------- | -------------------------- | -------------------------- |
| Num                        | Coureur                    | Pos                        |
| 181                        | Maikel Bos                 |                            |
| 182                        | Daan Meijers               |                            |
| 183                        | Juriën Bosters             |                            |
| 184                        | Roy Eefting                |                            |
| 185                        | Gijs van 't Westeinde      |                            |
| 186                        | Taco van der Hoorn         |                            |

| Kwadro-Stannah KWS | Kwadro-Stannah KWS | Kwadro-Stannah KWS |
| ------------------ | ------------------ | ------------------ |
| Num                | Coureur            | Pos                |
| 187                | Joeri Hofman       |                    |
| 188                | Marcel Meisen      |                    |
| 189                | Julien Taramarcaz  |                    |
| 190                | Hendrik Sweeck     |                    |
| 191                | Laurens Sweeck     |                    |
| 192                | Diether Sweeck     |                    |